# アリス館志賀
アリス館志賀（アリスかんしか）は、石川県羽咋郡志賀町赤住にある北陸電力の原子力発電展示・PR施設。1994年（平成6年）4月29日に開館した。

## 施設概要
1994年（平成6年）に開館し、2000年（平成12年）1月8日にリニューアルされた。
施設の名称である「アリス」はイギリスの児童文学『不思議の国のアリス』から採用したものである。アリス館志賀は『不思議の国のアリス』の登場人物が原子力発電や志賀原子力発電所の構造、エネルギーについて分かりやすく理解できる点に特徴がある。また、志賀町の概要や各電気事業者の情報も得ることができる。

## 主な展示物
アリスの館
志賀原子力発電所の概要や特徴を解説する展示物。
アリスの森
アリスと伯爵ウサギとドードー鳥が原子力発電の必要性・メリットを説明。
アリスの広場
アリスがパイプオルガンを演奏しながら原子力発電の制御構造を説明する。また、「シアターキャッツ」ではチェシャ猫が100インチスクリーンで原子力発電の安全性を説明する。
アリスの花園
- 「アオムシ博士の青空教室」ではクイズ形式で放射線について解説し、「トランプ庭師の発表会」ではプルサーマルや核燃料サイクルを分かりやすく説明する[2]。

アリスの仕掛け時計

## 所在地
- 石川県羽咋郡志賀町赤住ヌ部21番地

## 開館時間
- 9:00 - 16:30（入場無料、休館日：12月28日 - 1月3日）

## 交通アクセス
公共交通(北鉄能登バス)
- JR七尾線羽咋駅、もしくは七尾駅（和倉温泉駅からも可）から高浜行き又は富来行きに乗車。「高浜」下車後、福浦行き又は赤住行きに乗り換え。「赤住」下車後、徒歩約15分。
  - 高浜から先は本数が少ない。

公共交通(志賀町コミュニティバス)
- 「高浜バスターミナル」からしかばす志賀浦線、福浦港行きに乗車。「赤住」で下車後、徒歩約15分。
  - 1日2往復(日曜日は1往復)。

タクシー
- 「高浜」バス停から約15分。
- 「富来」バス停から約15分。

車
- のと里山海道西山IC下車。石川県道116号末吉七尾線、国道249号経由。

## 関連施設
- 花のミュージアム フローリィ（志賀町赤住14字54番地1）
2004年に開業した志賀原発をPRする志賀町の町有施設である[3]。温排水を空調に利用し、温帯植物を植栽する温室棟や寄せ植え体験ができる展示棟、屋外庭園などで構成する[3]。
2014年まで志賀町と北陸電力が出資する第三セクターが運営していたが、2014年以降は北陸電力が指定管理者となっていた[3]。2011年以降は志賀原発の稼働停止により温排水の空調への利用は停止しており、コロナ禍による客足の減少や施設の老朽化なども重なり、2023年（令和5年）11月1日に北陸電力は運営管理からの撤退を発表した[3]。北陸電力が維持費用を負担していたため継続は困難となり、2023年11月30日で事実上の閉館となる見通しである[3]。2024年11月時点では休館扱いとなっており、施設案内のページでは案内ページのドメインが売りに出されている[4]。